# P. Ramlee
P. Ramlee, född 22 mars 1929 i Penang, död 29 maj 1973 i Kuala Lumpur, var en malaysisk skådespelare och sångare. 
Ramlee avled 1973 av hjärtsjukdom.

## Filmer
- Abu Hassan Penchuri (1955)
- Ahmad Albab (1968)
- Ali Baba Bujang Lapok (1961)
- Aloha (1950)
- Anak Bapak (1968)
- Anak-ku Sazali (1956)
- Anjoran Nasib (1952)
- Antara Dua Darjat (1960)
- Antara Senyum Dan Tangis (1952)
- Bakti (1950)
- Bujang Lapok (1957)
- Bukan Salah Ibu Mengandung' (1969)
- Chinta (1948)
- Dajal Suchi (1965)
- Di Belakang Tabir (1969)
- Do Re Mi (1966)
- Doktor Rushdi (1970)
- Enam Jahanam (1969)
- Gelora (1970)
- Gerimis (1968)
- Hang Tuah (1956)
- Hujan Panas (1953)
- Ibu / Mother (1953)
- Ibu Mertua Ku (1962)
- Jangan Tinggal Daku (1971)
- Juwita (1951)
- Kanchan Tirana (1969)
- Keluarga 69 (1967)
- Labu Dan Labi (1962)
- Laksamana Do Re Mi (1972)
- Love Parade (1963)
- Madu Tiga (1964)
- Masam Masam Manis (1965)
- Melanchong Ke Tokyo (1964)
- Merana (1954)
- Miskin (1952)
- Musang Berjanggut (1959)
- Nasib (1949)
- Nasib Do Re Mi (1966)
- Nasib Si Labu Labi (1963)
- Nilam (1949)
- Noor Asmara (1949)
- Nujum Pak Belalang (1959)
- Pancha Delima (1957)
- Panggilan Pulau (1954)
- Patah Hati (1952)
- Penarek Becha (1955)
- Pendekar Bujang Lapok (1959)
- Penghidupan (1951)
- Perjodohan (1954)
- Putus Harapan (1953)
- Putus Sudah Kaseh Sayang (1971)
- Rachun Dunia (1950)
- Ragam P Ramlee & Damaq (1964)
- Sabarudin Tukang Kasut (1966)
- Se Merah Padi (1956)
- Sedarah (1952)
- Sejoli (1951)
- Seniman Bujang Lapok (1961)
- Sergeant Hassan (1958)
- Sesudah Suboh (1967)
- Siapa Salah (1953)
- Sitora Harimau Jadian (1964)
- Sumpah Orang Minyak (1958)
- Takdir Illahi (1950)
- Tiga Abdul (1964)